# Arc-sur-Tille
 Arc-sur-Tille  es una población y comuna francesa, en la región de Borgoña, departamento de Côte-d'Or, en el distrito de Dijon y cantón de Dijon-2.

## Demografía
| 800 | 842 | 940 | 1913 | 1950 | 2332 | 2590 |
| Para los censos de 1962 a 1999 la población legal corresponde a la población sin duplicidades (Fuente: INSEE [Consultar]) |     |     |      |      |      |      |